# Os Insociáveis
Os Insociáveis foi um programa humorístico exibido pela RecordTV, entre 1971 a 1973. É considerado o "embrião" dos Trapalhões.
Era protagonizado por Renato Aragão (Didi Mocó), Dedé Santana e Antônio Carlos (Mussum). O programa tinha duas horas de duração, e as participações de artistas como a cantora Vanusa e o ator Roberto Guilherme.
O programa tinha um formato diferente do humorístico Os Adoráveis Trapalhões, que era quase uma sitcom, ao passo que Os Insociáveis já tinha um formato de vários quadros. Nessa época, como todos os programas brasileiros eram transmitido ao vivo, sem cortes, um pequeno erro virava uma grande farra.
De acordo com Dedé, o título Insociáveis foi uma escolha de Hélio Ansaldo, na época diretor de programação da Record, e desagradou tanto ele, quanto Aragão, que o acharam o nome horrível.
Teve a direção de Wilton Franco e a co-direção de Dedé Santana. Depois na Record, o Trio trapalhão foi para Rede Tupi em 1973, onde se juntaram ao ex-ator de teatro Zacarias e o nome do grupo passou a ser oficialmente Os Trapalhões.